# Lisa Adams
Lisa Adams (3 luglio 1999) è un'atleta paralimpica neozelandese specializzata nel getto del peso e lancio del disco e classificata F37 a causa della sua emiplegia.

## Biografia
Affetta da un'emiplegia che interessa il lato sinistro del suo corpo, è cresciuta giocando a netball e pallacanestro, ma nel 2018 ha iniziato a praticare l'atletica leggera paralimpica ottenendo subito ottimi risultati, tanto che nel 2019 si è laureata campionessa mondiale del getto del peso F37 ai campionati mondiali paralimpici di Dubai, dove si è anche classificata settima nel lancio del disco F38.
Nel 2021 ha preso parte ai Giochi paralimpici di Tokyo conquistando la medaglia d'oro nel getto del peso F37 e, anche in questo caso, il settimo posto nel lancio del disco F38.

## Vita Privata
Lisa Adams è la sorella minore di Valerie Adams che è anche la sua allenatrice, mentre Steven Adams, giocatore di basket, è a sua volta il fratello minore. 

## Palmarès
| Anno | Manifestazione       | Sede   | Evento               | Risultato | Prestazione | Note                  |
| ---- | -------------------- | ------ | -------------------- | --------- | ----------- | --------------------- |
| 2019 | Mondiali paralimpici | Dubai  | Getto del peso F37   | Oro       | 14,80 m     |                       |
| 2019 | Mondiali paralimpici | Dubai  | Lancio del disco F38 | 7ª        | 28,30 m     |                       |
| 2021 | Giochi paralimpici   | Tokyo  | Getto del peso F37   | Oro       | 15,12 m     |                       |
| 2021 | Giochi paralimpici   | Tokyo  | Lancio del disco F38 | 7ª        | 29,69 m     |                       |
| 2023 | Mondiali paralimpici | Parigi | Getto del peso F37   | Oro       | 14,84 m     | Record dei campionati |